# Хадзитеодорова къща
Хадзитеодоровата къща (на гръцки: Αρχοντικό Χατζηθεοδώρου) е възрожденска къща в град Костур, Гърция.

## Местоположение
Къщата е разположена в северната традиционна махала Позери (Апозари) над църквата „Въведение Богородично“.

## История
Къщата е построена в XIX век. В 1965 година е обявена за паметник на културата.